# Stojmir
Knez Stojmir (v prvih zapisih kot Ztoimar), karantanski knez.
Je tretji v zaporedju štirih karantanskih knezov iz časa med 796 in 828, o katerih se nam je neposredno ohranilo le njihovo ime. Tega vladarja iz začetka 9. stoletja ne moremo povezovati s tedanjimi dogodki in drugimi osebnostmi, prav tako ničesar ne vemo o njegovem delovanju in življenju. Na splošno so knezi Pribislav, Semik, Stojmir in Etgar vladali v času, ko so bili v tej deželi mejni grofje Goteram, Werinhar, Albrik, Got(a)frid in Gerold. Ime Stojmir izvira iz slovanskega korena *stojati/stojǫ v pomenu stati, obstati, obstoj, obstojen.

## Zunanji viri
- Kos Milko (1902).Gradivo za zgodovino Slovencev v srednjem veku . Ljubljana, Lenova družba.
- Makarovič Gorazd (2001). Pričevanja imen o Alpskih Slovankah. Etnolog, letnik 2001, številka 11.